# 30183 Murali
30183 Murali è un asteroide della fascia principale. Scoperto nel 2000, presenta un'orbita caratterizzata da un semiasse maggiore pari a 2,4107796 UA e da un'eccentricità di 0,1698239, inclinata di 4,20047° rispetto all'eclittica.